# 香川1区 (映画)
『香川1区』（かがわいっく）は、2021年公開の日本のドキュメンタリー映画。監督は大島新。同年10月に行われた第49回衆議院議員総選挙の香川県第1区の模様を、主に小川淳也と平井卓也の両陣営、有権者の視点から描いた作品。大島が2020年に発表した『なぜ君は総理大臣になれないのか』の続編に当たる。

## 背景・概要
2020年6月13日、衆議院議員の小川淳也の17年の活動を追ったドキュメンタリー映画『なぜ君は総理大臣になれないのか』が公開。それから2か月後、安倍晋三が内閣総理大臣辞任を表明。9月16日に内閣総理大臣に就任した菅義偉はデジタル改革担当大臣を新設し、小川と同じ選挙区の平井卓也を初代大臣に起用した。これがきっかけとなり、大島新は次期衆院選に的を絞った『なぜ君は総理大臣になれないのか』の続編の構想を練る。平井と自由民主党の強さの正体を探り、表現する必要があると感じるようになった大島は2021年春ごろ、『香川1区』というタイトルで撮ることを決断。
2021年6月下旬から本格的な撮影が開始。平井の取材撮影許可が下り、同年8月24日、東京の議員会館で平井をインタビュー。9月1日、映画製作会社のネツゲンは、『なぜ君は総理大臣になれないのか』の続編『香川1区』を衆院選（2021年10月任期満了）直後に緊急公開すると発表した。
同年10月19日の衆院選公示後、平井はスタッフに対する態度を硬化させる。街頭演説や個人演説会で、大島の前作を「彼を当選させるために作った映画」「相手候補がよく見えるPR映画」「実際は相手候補者のコマーシャルでしょ」と盛んに非難した。大島はこの出来事を指して、新聞のインタビューで「前作では小川さんの取材者、記録者だった私自身の立ち位置が大きく変わり、今作では選挙に巻き込まれる『当事者』にもなった」と述べた。『香川1区』について「政治参加型ドキュメンタリー」とも表現している。
映画撮影中、「地元のメディアなどでは握りつぶされてしまうかもしれないから」と一般女性が大島に連絡をとった。平井の政治資金パーティーに関する告発の情報であった。大島は神戸学院大学教授の上脇博之や映画の法律監修を務める竹内彰志に相談し、助言を受けた上で映画に取り上げることを決断。公示直前の10月17日に女性にインタビューし、本編に使用した。
2021年12月24日、東京都内の3館の映画館で先行上映。レビューサイト「Filmarks」が集計した「12月第4週公開映画の初日満足度ランキング」で1位を記録した。
2022年1月21日、全国公開された。

## ストーリー
2021年4月18日、大島新は東京都赤坂の議員宿舎に立憲民主党の小川淳也を訪ねる。この日は小川の50歳の誕生日であったが、小川は窓際のソファで悩み続けている。「50歳を過ぎたら早期引退する」とかねてから公言していたためだ。皿に盛られた料理を前にしてインタビューに答える妻の明子と次女の晴菜。大島が「そんなこと誰も気にしてないですよ」と言っても、小川は「ここでバットを振らないよりは、振るべきだろう」と答え、ネット配信で会見をするべきだと最後に決断する。「打ったボールが仮にOBになっても、林の中から戻ってくればいい」。小川の比喩は野球からゴルフに変わるが本人は気づかない。
同年6月25日、小川は政策秘書の坂本広明を小豆島に移住させた。保守色の強い島の様々な事業所、会社を坂本は丹念に回る。坂本はかつては自民党衆議院議員の政策秘書を務めていた。2009年の政権交代を機に、翌2010年から小川の下で働くようになる。公設秘書の定年は65歳のため、数年のちに退職を迎える。「最後の戦いになるかもしれない」と坂本。
同年8月24日、大島は議員会館に出向き、デジタル改革担当大臣の平井卓也と面会。大島の前作『なぜ君は総理大臣になれないのか』は見てないと平井。「脅しておいた方がいい」「象徴的に干すところをつくらないとなめられる」などと発言して問題となった件について触れられると、「私がやっているのは既得権益との戦いなんです」と説明。平井の態度は終始穏やかである。9月1日、デジタル庁が発足し、平井は初代デジタル大臣に横滑りで就任。岸田文雄は10月4日に首相に就任すると、衆院選の日程をただちに発表した。子育て世代の女性を中心とする「小川淳也さんを心から応援する会（略称：オガココ）」のメンバーは、殺風景だった高松市三名町の選挙事務所の窓を青い鳥の切り絵で飾った。
同年10月8日、日本維新の会は香川1区に元国会議員秘書の町川順子を擁立することを決定。小川は町川とは知らぬ仲ではなかった。また、町川が香川2区の玉木雄一郎の元秘書であったことから、小川は激しく動揺する。連合香川主催の芋ほり大会の会場で、小川は麦わら帽子の玉木とばったり出会う。町川について意見交換をする二人。
同年10月9日、平井は小豆島に上陸した。平井の街頭演説に土庄町長の三枝邦彦がかけつける。ストライプスーツ姿の三枝は映画の取材に応じ、島の発展には保守の政治家が必要だと述べる。
同年10月11日、小川は日本維新の会幹事長の馬場伸幸に直接面会し、町川擁立を撤回するよう求めた。同日夜、参議院議員の音喜多駿がSNSで小川の行動を非難する記事を投稿。写真付きの投稿はまたたく間に拡散された。平井のファミリー企業の四国新聞社がこれを見逃すはずはなく、翌10月12日付の朝刊で、小川が町川に電話で立候補断念を求めたり町川の実家を訪れたりしたことを大きく取り上げた。
同年10月14日、衆議院解散。その直後、議員会館の部屋で小川は旧知の田﨑史郎と会う。撮影班は羽田空港で辻元清美と遭遇。小川は別の場面で、辻元から電話で叱られたことを語る。10月17日、大島は町川にインタビュー。「出馬を決めたのはいつですか」との質問に対し、町川は「10月4日」と答える。また、小川よりも前に自民党から出馬断念の要請があったことを明かす。
同年10月19日、衆議院議員選挙公示。小川、平井、町川の3人の戦いが始まる。

## スタッフ
- 監督 - 大島新
- プロデューサー - 前田亜紀
- 撮影 - 高橋秀典、前田亜紀、大島新
- 編集 - 宮島亜紀
- 音楽 - 石﨑野乃
- 監督補 - 船木光
- 宣伝美術 - 保田卓也
- 法律監修 - 竹内彰志
- 宣伝 - きろくびと
- 配給協力 - ポレポレ東中野
- 製作・配給 - ネツゲン